# Triancyra maculata
Triancyra maculata är en stekelart som beskrevs av Mao-Ling Sheng 2001. Triancyra maculata ingår i släktet Triancyra och familjen brokparasitsteklar. Inga underarter finns listade i Catalogue of Life.